# Kroktjärnen (Lycksele socken, Lappland, 722702-160600)
Kroktjärnen är en sjö i Lycksele kommun i Lappland och ingår i Umeälvens huvudavrinningsområde.